# Браян Глін Вільямс
Браян Глін Вільямс — професор ісламської історії Дартмутського університету Массачусетса, який працював на ЦРУ. Будучи студентом, він навчався в Університеті Стетсона, який закінчив зі ступенем бакалавра мистецтв у 1988 році. Він отримав ступінь доктора філософії з історії Близького Сходу та ісламської Центральної Азії в Університеті Вісконсін-Медісон у 1999 році. Експерт з історії Близького Сходу, він написав низку книг про Афганістан, війну з терором і генерала Рашида Дустума. Його статті були опубліковані Jamestown Foundation. Як експерт у країні, він викладає курси з Афганістану в Umass Dartmouth.

## Книги
- Williams, Brian Glyn (2001). The Crimean Tatars: The Diaspora Experience and the Forging of a Nation. Brill Academic Pub. ISBN 9004121226.
- Williams, Brian Glyn (2011). Afghanistan Declassified: A Guide to America's Longest War by Brian Glyn Williams. University of Pennsylvania Press. ISBN 0812244036.
- Williams, Brian Glyn (July 2013). Predators: The CIA's Drone War on al Qaeda by Brian Glyn Williams. Potomac Books Inc. ISBN 1612346170.
- Williams, Brian Glyn (September 2013). The Last Warlord: The Life and Legend of Dostum, the Afghan Warrior Who Led US Special Forces to Topple the Taliban Regime. Chicago Review Press. ISBN 1613748000.
- Williams, Brian Glyn (2015). Inferno in Chechnya: The Russian-Chechen Wars, the Al Qaeda Myth, and the Boston Marathon Bombings. ForeEdge. ISBN 978-1611687378.